# Aldgate (Stadttor)

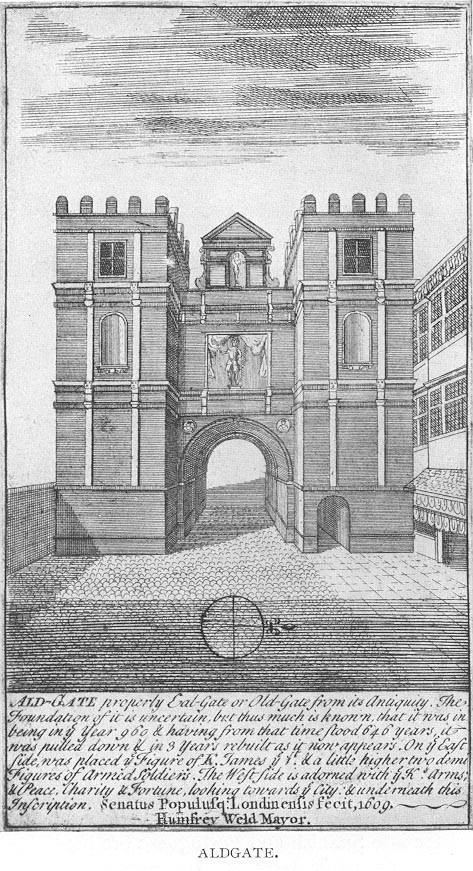
Aldgate, Druck aus dem Jahr 1600 n. Chr.

Das Stadttor Aldgate war der östlich gelegene Durchlass durch die mittelalterliche Stadtmauer von London und führte von der City of London nach Whitechapel (London) und ins East End. 

## Name
Die Herkunft des Namens Aldgate ist nicht eindeutig geklärt. Im Jahr 1052 n. Chr. erstmals als Æst geat erwähnt, wird das Tor 1108 als Alegate bezeichnet. Im 16. Jahrhundert leitet John Stow den Namen von Old Gate (Aeld Gate) ab, andere Interpretationen umfassen u. a. Ale Gate als Hinweis auf ein mögliches Gasthaus in der Nähe oder All Gate (Aelgate) für ein Tor, das jedermann frei nutzen konnte.

## Geschichte

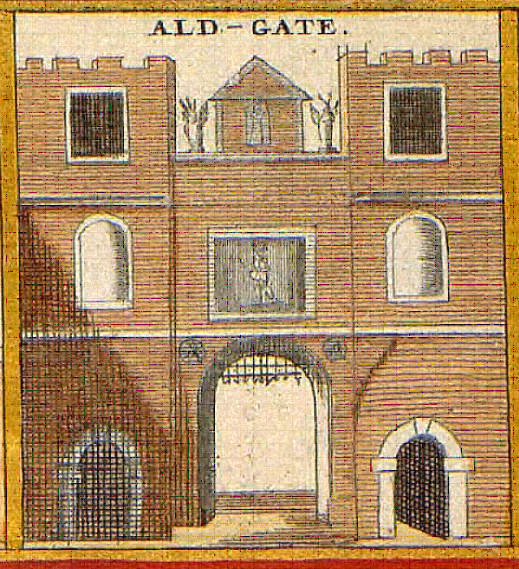
Aldgate, Illustration um 1650 n. Chr.

Es wird angenommen, dass das Tor bereits seit Errichtung der Stadtmauer um etwa 200 n. Chr. in der Römerzeit existiert hat. In der Folgezeit wurde es mehrfach umgebaut, zerstört, verändert und wieder neu errichtet, 1761 wurde es endgültig entfernt.

## Heute
Aldgate ist ein Stadtteil (Ward) der City of London und der Name einer Station der London Underground.